# 虎韵
《虎韵》（英語：Tiger beat）是美国的一个专为青少年粉丝所设计的杂志。《虎韵》由位于美国加州洛杉矶市的洛夫媒体公司所发行。
该杂志于1965年由洛夫·查理斯和他的兄弟共同创建。《虎韵》以它的青春偶像绯闻，电影，音乐和时尚所闻名。《虎韵》的封面常以“剪切和粘贴”的拼貼畫形式呈现近期青春偶像们的活动。该杂志的发行商，最初的名字是“洛夫有限公司”，也有创建和发行名叫“FaVE”（现已停止发行）以及名叫“RightOn！”（现由另外一家发行商所有）的青少年杂志。 年龄在9岁和18岁之间的女生都有购买《虎韵》，因为最近杂志有为青春期前的青春偶像们所做的专辑报道。
《虎韵》于1998年末期曾被前任发行商Sterling/MacFadden卖给Primedia，而Primedia又於2003年賣給洛夫·查理斯的儿子司高特·查理斯。洛夫媒体公司也有发行《虎韵》的姐妹刊物：Bop.